# میشائل اونینگ
میشائل اونینگ (آلمانی: Michael Oenning؛ زادهٔ ۲۷ سپتامبر ۱۹۶۵) بازیکن سابق و مربی فوتبال اهل آلمان است.
از باشگاه‌هایی که در آن بازی کرده‌است می‌توان به واشاش اشاره کرد.